# Thanawit Thanasasipat
Thanawit Thanasasipat (thailändisch ธนะวิชช์ ธนศศิร์ภัทร์, * 24. Dezember 1989), auch als Bank bekannt, ist ein thailändischer Fußballspieler.

## Karriere
Thanawit Thanasasipat stand bis Mitte 2017 beim Thai Honda Ladkrabang unter Vertrag. Wo er vorher gespielt hat, ist unbekannt. Der Verein aus der thailändischen Hauptstadt Bangkok spielte in der höchsten Liga des Landes, der Thai League. Mitte 2017 wurde er vom Ligakonkurrenten Chiangrai United verpflichtet. Für den Klub aus Chiangrai absolvierte er 2017 acht Erstligaspiele. 2017 gewann er mit Chiangrai den FA Cup. Im Endspiel besiegte man Bangkok United mit 4:2. Das Endspiel um den Thai League Cup verlor man gegen Muangthong United mit 2:0. Die Saison 2018 und 2019 wurde er an den Chiangmai FC nach Chiangmai ausgeliehen. 2018 spielte der Verein in der zweiten Liga. Ende 2018 wurde er mit Chiangmai Dritter der Liga und stieg somit in die erste Liga auf. Ende 2019 musste er mit Chiangmai wieder den Weg in die Zweitklassigkeit antreten. Von Januar 2020 bis Juni 2020 war er vertrags- und vereinslos. Zum 1. Juli 2020 unterschrieb er einen Vertrag beim Zweitligisten Chiangmai FC. Im März 2021 feierte er mit Chiangmai die Vizemeisterschaft und den Aufstieg in die erste Liga. Nach einer Saison in der ersten Liga musste er mit Chiangmai nach der Saison 2021/22 wieder in die zweite Liga absteigen. Nach insgesamt 94 Ligaspielen wurde sein Vertrag im Sommer 2025 nicht verlängert.

## Erfolge
Chiangrai United
- Thailändischer Pokalsieger: 2017
- Thailändischer Ligapokalfinalist: 2017

Chiangmai United FC
- Thailändischer Zweitligavizemeister: 2020/21  ▲